# Cyclomactra ovata
Cyclomactra ovata is een tweekleppigensoort uit de familie van de Mactridae. De wetenschappelijke naam van de soort is voor het eerst geldig gepubliceerd in 1843 door Gray in Dieffenbach.